# Walter Esser
Walter Esser (Thale, 21 febbraio 1945) è un ex pentatleta tedesco.

## Palmarès
In carriera ha conseguito i seguenti risultati:
per la  Germania Ovest:
- Mondiali:

Budapest 1969: bronzo nel pentathlon moderno a squadre.
Warendorf 1970: bronzo nel pentathlon moderno a squadre.